# Сімпсонвілл (Кентуккі)
Сімпсонвілл (англ. Simpsonville) — місто (англ. city) в США, в окрузі Шелбі штату Кентуккі. Населення — 2990 осіб (2020).

## Географія
Сімпсонвілл розташований за координатами 38°13′5″ пн. ш. 85°21′10″ зх. д. / 38.21806° пн. ш. 85.35278° зх. д. (38.218146, -85.352901).  За даними Бюро перепису населення США в 2010 році місто мало площу 5,77 км², з яких 5,68 км² — суходіл та 0,09 км² — водойми. В 2017 році площа становила 6,15 км², з яких 6,05 км² — суходіл та 0,09 км² — водойми.

## Демографія
Згідно з переписом 2010 року, у місті мешкали 2484 особи в 935 домогосподарствах у складі 672 родин. Густота населення становила 431 особа/км².  Було 996 помешкань (173/км²).
Расовий склад населення:
| - 87,9 % — білих - 5,6 % — чорних або афроамериканців - 1,8 % — азіатів - 0,1 % — вихідців з тихоокеанських островів - 0,1 % — корінних американців - 2,4 % — осіб інших рас |

До двох чи більше рас належало 2,1 %. Частка іспаномовних становила 9,0 % від усіх жителів.
За віковим діапазоном населення розподілялося таким чином: 30,6 % — особи молодші 18 років, 60,2 % — особи у віці 18—64 років, 9,2 % — особи у віці 65 років та старші. Медіана віку мешканця становила 33,3 року. На 100 осіб жіночої статі у місті припадало 90,3 чоловіків;  на 100 жінок у віці від 18 років та старших — 86,4 чоловіків також старших 18 років.
Середній дохід на одне домашнє господарство  становив 72 988 доларів США (медіана — 62 708), а середній дохід на одну сім'ю — 82 234 долари (медіана — 66 509). Медіана доходів становила 51 875 доларів для чоловіків та 35 515 доларів для жінок. За межею бідності перебувало 13,0 % осіб, у тому числі 21,8 % дітей у віці до 18 років та 2,4 % осіб у віці 65 років та старших.
Цивільне працевлаштоване населення становило 1325 осіб. Основні галузі зайнятості: освіта, охорона здоров'я та соціальна допомога — 23,7 %, виробництво — 12,8 %, роздрібна торгівля — 10,8 %.